# ディミトリ・ミトロプーロス
ディミトリス・ミトロプーロス（Dimitris Mitropoulos〔ギリシャ語： Δημήτρης Μητρόπουλος 〕, 1896年3月1日 - 1960年11月2日）は、主にアメリカ合衆国で活躍したギリシャ人の指揮者・ピアニスト・作曲家。一般にはスラヴ語風のディミトリ (Dimitri) の名で知られる。

## 経歴
アテネ出身。代々ギリシャ正教の司祭を出してきた家庭で育つ。郷里のアテネ音楽院ではピアノをルートヴィヒ・ヴァッセンホーフェン (Ludwig Wassenhoven) に学び、ブリュッセルでは和声と対位法をアルマン・マルシックに、作曲をポール・ギブソンに学んだ後、ベルリンでフェルッチョ・ブゾーニほかに師事。1921年から1925年までベルリン国立歌劇場でエーリヒ・クライバーの助手を務めた後、帰国してギリシャでアテネ交響楽団の指揮者、アテネ音楽院の教授など数々の地位を得る。1930年にはベルリン・フィルハーモニー管弦楽団とピアノ協奏曲を演奏した際、自らピアノ・パートを演奏しながらオーケストラを指揮した。現代の弾き振りの先駆者といえる。

### アメリカ合衆国
1936年にボストン交響楽団を指揮してアメリカ合衆国デビューを果たし、その後間もなくアメリカに定住して1946年にはアメリカ国籍を取得した。1937年から1949年までミネアポリス交響楽団首席指揮者を務め、また、1945年から客演していたニューヨーク・フィルハーモニー管弦楽団に1949年に常任指揮者として招かれた。1951年から同管弦楽団の首席指揮者に就任し、1957年にレナード・バーンスタインに後を譲った。この間、1954年からはメトロポリタン歌劇場の常任指揮者としても活動した。さらに、《交響曲 第6番「悲劇的」》を含むマーラー作品を、アメリカ合衆国に本格的に紹介するなどの活躍を見せた。
1960年にミラノのスカラ座でマーラーの《交響曲 第3番》のリハーサル中に急死。

## レパートリー
ミトロプーロスは、新ウィーン楽派などの現代音楽の献身的な擁護者として有名であった。自らも作曲家として数多くの管弦楽曲やピアノ独奏曲を遺しており（ピアノ・ソナタなどの代表作がある）、バッハのオルガン曲をオーケストラ用に編曲するなどもした。バーンスタインはミトロプーロスの影響でマーラーの交響楽に興味を寄せ、マーラー作品を指揮するにあたってミトロプーロスに力づけられた。ミトロプーロスは、エルンスト・クルシェネクのピアノ協奏曲の初演と録音でピアノ・パートを演奏し（CDに復刻ずみ）、ロジャー・セッションズやピーター・メニンなどの現代アメリカ合衆国の作曲家の作品も初演し、録音した。プロコフィエフのピアノ協奏曲の録音でも、弾き振りでニューヨーク・フィルハーモニー管を指揮した。

## 逸話
1950年代終わりにしばしば協演していたウィーン・フィルハーモニー管弦楽団の奏者たちからは、敬意を込めて『ギリシャの哲人』と呼ばれ、高く評価されていた。
暗譜をはじめ、見事なまでの記憶力はしばしば伝説的であり、元ウィーン･フィルの楽団長をつとめたオットー･シュトラッサーによると、「リハーサルの前夜、楽員名簿をホテルに届けさせて暗記し、翌朝の練習では奏者への呼びかけを名前で行なって、たちまち指揮者とオーケストラとの間に信頼関係を築くことができた」という。また、演奏会当日の朝に持ち込まれた新作の総譜を、「サイズが大きすぎて譜面台に載らない」といって、ページをバラしてホール内の通路上に並べ、歩きながら全部記憶してリハーサルも本番もこなしてしまったという、とても現実の出来事とは思われない逸話の持ち主である。